# Alessandro Bausani
Alessandro Bausani (* 29. Mai 1921 in Rom, Italien; † 12. März 1988, ebenda) war ein italienischer Iranist, Islamwissenschaftler und Sprachwissenschaftler (Interlinguist).
Bausani lehrte als ordentlicher Professor für persische Sprache und Literaturwissenschaft am Orientalistischen Institut der Universität Neapel L’Orientale (Istituto Universitario Orientale di Napoli) und an der Universität La Sapienza in Rom. Bausani forschte zu den Sprachen des islamischen Orients, persischer und hindustanischer Literatur sowie der islamischen Religionsgeschichte in Persien. Außerdem verfasste er Schriften zur Religionsgemeinschaft der Bahai, der er angehörte. Er hinterließ seine persönliche, wissenschaftliche Bibliothek dem Bahai-Weltzentrum in Haifa, Israel.

## Schriften
Auf Deutsch
- Die Perser. Von den Anfängen bis zur Gegenwart. Kohlhammer, Stuttgart 1965 (Urban-Bücher, Bd. 87)
- Geheim- und Universalsprachen. Entwicklung und Typologie. Kohlhammer, Stuttgart 1970
- mit Johann Christoph Bürgel: Iqbal und Europa. Lang. Bern 1980 (Schweizer asiatische Studien. Studienhandbuch, Bd. 5) ISBN 3-261-04790-9

Auf Englisch
- Religion in Iran: From Zoroaster to Baha'Ullah. Bibliotheca Persica, 2000, ISBN 0-933273-26-6.

Auf Italienisch
- L’Iran e la sua tradizione millenaria. IsMEO – Comitato per le celebrazioni del XXV centenerio di Ciro il Grande, Rom 1971.